# 热纳克-比尼亚克
热纳克-比尼亚克（法語：Genac-Bignac，法語發音：[ʒənak biɲak]）是法国夏朗德省的一个市镇，位于该省中部偏西北，属于干邑区。

## 历史
热纳克-比尼亚克成立于2016年1月1日，由热纳克（Genac）和比尼亚克（Bignac）两个市镇合并而成，前者为政府驻地。

## 地理
热纳克-比尼亚克（45°47'59"N, 0°1'35"E）面积33.61 平方千米，位于法国新阿基坦大区夏朗德省，该省份为法国西部内陆省份，北起德塞夫勒省和维埃纳省，东临上维埃纳省，东南至多尔多涅省，南至多爾多涅省，西接滨海夏朗德省。
与热纳克-比尼亚克接壤的市镇（或旧市镇、城区）包括：拉沙佩勒、马西亚克-朗维尔、圣西巴尔多、圣热尼迪耶尔萨克、武阿尔特、鲁亚克。
热纳克-比尼亚克的时区为UTC+01:00、UTC+02:00（夏令时）。

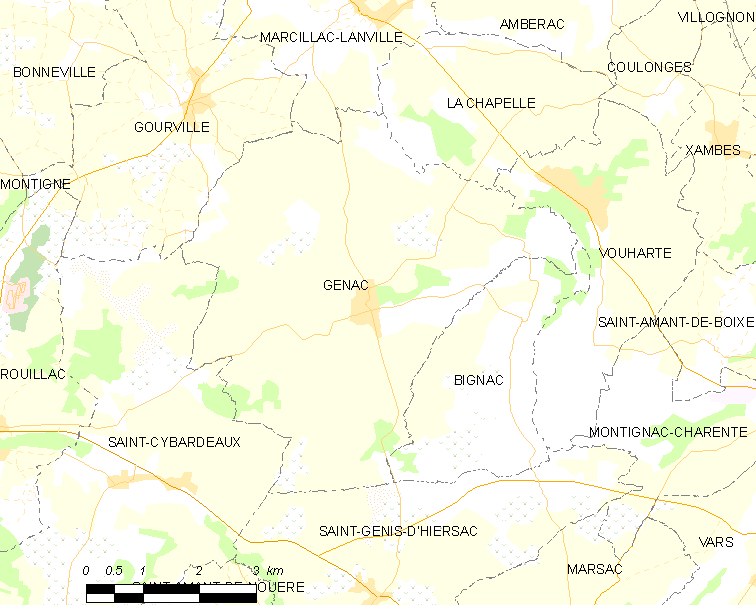
热纳克-比尼亚克的OSM定位图

## 行政
热纳克-比尼亚克的邮政编码为16170，INSEE市镇编码为16148。

## 政治
热纳克-比尼亚克所属的省级选区为努埃尔河谷县。

## 人口
热纳克-比尼亚克于2022年1月1日时的人口数量为973人。